# Willy Unverfehrt
Willy Unverfehrt (* 8. November 1895 in Berlin; † 9. Mai 1968 in Bonn) war ein deutscher Konsular- und Ministerialbeamter.

## Leben
Unverfehrts Eltern waren der Postdirektor Bernhard Unverfehrt und seine Frau Bertha geb. Lardon. Er besuchte das Ratsgymnasium Osnabrück und das Mariengymnasium Jever, an dem er Ostern 1913 das Abitur machte. Er studierte Rechtswissenschaft und Staatswissenschaft an der Rheinischen Friedrich-Wilhelms-Universität Bonn, der Friedrichs-Universität Halle und der Julius-Maximilians-Universität Würzburg. Ab dem 3. August 1914 nahm er am ganzen Ersten Weltkrieg teil. Durch die Einführung des Zwischensemesters  konnte er sich noch als Leutnant zum Referendarexamen melden. Er bestand es am 13. November 1919 und wurde am 31. Dezember 1919 aus der Preußischen Armee entlassen. Am 29. März 1920 promovierte er zum Dr. iur. et rer. pol. Seit dem 1. Mai 1920 im Justizdienst des Freistaats Preußen, absolvierte er am 30. Juli 1923 die Assessorprüfung.
Vom 1. Juni bis 1. November 1920 war er Mitglied der Deutschen Volkspartei.

### Konsularischer Dienst
Im September 1924 war er kommissarisch beim Generalkonsulat in Posen beschäftigt. Am 9. Dezember 1924 wurde er als Attaché in das Auswärtige Amt einberufen. Nach der diplomatisch-konsularischen Prüfung am 20. Dezember 1926 kam er von März bis Juni 1927 an die Gesandtschaft in Kabul. Danach war er bis Mai 1928 als Vizekonsul am Generalkonsulat in Tiflis. Anschließend war er bis zum Sommer 1930 im AA (Abteilungen Kultur und Recht). Am 26. Juli 1930 kam er an die Gesandtschaft in Kowno. Am 30. April 1931 zum Legationssekretär ernannt, kehrte er am 30. Juli 1933 in das AA zurück. Vom 1. August 1933 bis zum 12. Oktober 1934 war er zum Reichsministerium für Volksaufklärung und Propaganda abgeordnet.

### Abessinien
Am 3. Dezember 1934 trat er als Legationssekretär den Dienst an der deutschen Gesandtschaft in Addis Abeba an. Zehn Jahre nach dem Chemiewaffeneinsatz im Rifkrieg eskalierte der Konflikt zwischen dem faschistischen Italien und dem Kaiserreich Abessinien. Haile Selassie bat deshalb den deutschen Botschafter v. Schoen in Berlin zu fragen, ob die Reichsregierung seinem Land angesichts der drohenden Besetzung durch italienische Truppen mit Waffen helfen wolle. Nachdem v. Schoen 1934 abgereist war, wandte Haile Selassie sich Ende 1934 an den Geschäftsträger Unverfehrt. Er übergab ihm eine detaillierte Bestellliste, die auch chemische Waffen enthielt. Unverfehrt erklärte, dass es in der angespannten Situation nicht in Abessiniens Interesse läge, wenn das Deutsche Reich offiziell Waffen an Äthiopien lieferte. Das Auswärtige Amt stimmte Unverfehrt zu und wies ihn an, im Italienisch-Äthiopischen Konflikt strikte Neutralität zu wahren. Im November 1934 trug Unverfehrt Selassies Wünsche Adolf Hitler   persönlich in Berlin vor. Dessen Briefantwort überbrachte er Haile Selassie am 26. Dezember 1934.
In Europa herrschten Anfang der 1930 zwischen der Dritten Französischen Republik und dem faschistischen Italien gute Beziehungen und in der Sprache der Diplomatie war die Unterstützung des Deutschen Reichs für die Putschisten von Francisco Franco ebenfalls eine Form der Neutralität. Über Hans Steffen – Abessiniens Honorarkonsul in Berlin und Mitarbeiter des Außenpolitischen Amtes der NSDAP – wurde Haile Selassie Anfang 1935 das Angebot unterbreitet, die Armee für 33 bis 36 Millionen Reichsmark mit schweren Waffen auszurüsten. 1935 lieferte die Stahl- und Maschinengesellschaft 10.000 Mauser-98-Gewehre mit 10 Millionen Schuss Munition, Maschinengewehre und Handgranaten, 36 20-mm-Oerlikon-Kanonen und 30 Rheinmetall-Borsig 37-mm-Flugabwehrkanonen an Abessinien. Unverfehrt verließ  Addis Abbeba am 15. September 1935 (vor dem Italienisch-Äthiopischen Krieg) und reiste per Bahn nach Dschibuti.
Seit dem 1. November 1935 war Unverfehrt Mitglied der NSDAP.

### Südamerika und AA
Vom 3. Januar 1936 bis zum 6. Mai 1937 war er an der Gesandtschaft in Lima. Am 22. März 1937 wurde ihm zugleich die kommissarische Leitung der Gesandtschaft in Bogotá zugewiesen. Die Geschäfte übernahm er vom 2. Juni 1937 bis zum 2. Februar 1938. Am 7. März 1938 kam er an die Botschaft in Buenos Aires. Im Juni wurde er zum Gesandtschaftsrat befördert.
Am 26. Januar 1937 unterzeichnete er mit dem Außenminister von Peru César de la Fuente ein Auslieferungsabkommen als Bevollmächtigter des Deutschen Reichs.
Zwei Tage nach Beginn des Überfalls auf Polen, am 4. September 1939, holte ihn das AA in die Politische Abteilung, Referat IX/Amerika. Vom 28. Mai 1940 bis zum 3. April 1941 leitete er das Wahlkonsulat Split. Nach zwei Monaten im AA übernahm er am 28. Juni 1941 die Leitung des Wahlkonsulats Porto. Am 15. August 1941 wurde er zum Konsul und am 26. Juni 1942 zum Konsul Erster Klasse ernannt.

### Nachkriegszeit
Unverfehrt blieb bis 1946 in Porto. Er übersiedelte nach Estoril und Hannover (1950). Im Auftrag der Studiengesellschaft für Privatrechtliche Auslandsinteressen war er 1951/52 in Portugal. Ab 1. Februar 1954 war er als Oberregierungsrat im Presse- und Informationsamt der Bundesregierung für Lateinamerika zuständig.

## Schriften
- mit Hans Lessing und Reinhold Regensburger: Scheckgesetz vom 11. März 1908. München 1926. GoogleBooks